# Crisobolla

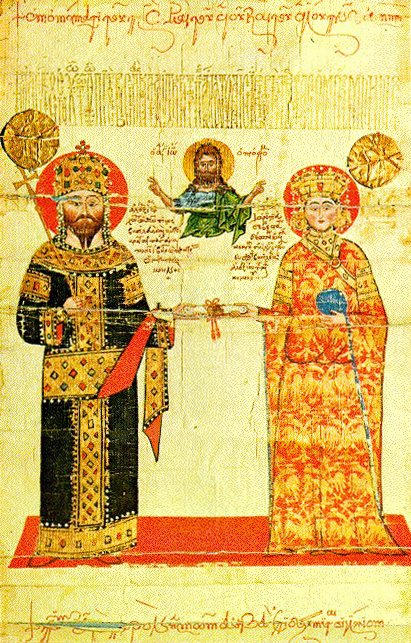
Alessio III di Trebisonda e la moglie Teodora raffigurati mentre reggono una crisobolla sotto l'immagine del Cristo (seconda metà del XIV secolo)

La Crisobolla, o Bolla d'Oro (in latino: bulla aurea, in greco: Κρυσόβουλλος, leggi crysòbullos), cioè "sigillo aureo", era un particolare tipo di documento ufficiale in uso presso la cancelleria imperiale di Costantinopoli e adottato poi nel Medioevo anche presso le corti occidentali.
Il termine deriva dal greco antico χρυσός (chrysos), cioè "oro", e dal latino bulla, cioè "oggetto rotondo", con riferimento al sigillo impresso in calce ai documenti ufficiali: dal sigillo stesso il termine passò ad indicare per estensione l'intero documento. Caratteristica della bolla aurea era l'impressione del sigillo in oro, ad indicare la particolare importanza dell'editto.

## Tradizione bizantina
Il Crysòbullos Lògos (Κρυσόβυλλος Λόγος, cioè "Legge del Sigillo d'Oro"), o semplicemente Crisobolla, era un documento ufficiale emanato dalla cancelleria palatina dell'Impero bizantino sancente i più importanti atti imperiali. L'ideologia imperiale bizantina identificava l'Imperatore quale sovrano dell'unico legittimo impero universale, scelto direttamente da Dio.
In tale ottica le bolle imperiali erano particolarmente utilizzate nella politica estera, presentando attraverso di esse quali atti di concessione imperiale i risultati delle trattative diplomatiche, spesso sostenute tra pari. In tal modo consentivano all'Impero di mantenere una formale condizione di superiorità anche coi vicini più potenti.
Per circa otto secoli venne mantenuto l'uso di emettere le Crisobolle unilateralmente, senza obblighi per la controparte. Ciò tuttavia risultava svantaggioso per i Bizantini nel far rispettare gli impegni stipulati alle potenze straniere, cosicché a partire dal XII secolo essi iniziarono a inserire nelle Bolle formule vincolanti di giuramento.
Nel XIII secolo l'uso passò alle cancellerie dell'Impero di Nicea e dell'Impero di Trebisonda.

### Elenco
Tra i più importanti documenti di questo tipo emessi in Oriente vi sono:
- la Crisobolla del 992 dell'imperatore Basilio II Bulgaroctono sulla riduzione delle tasse doganali ai mercanti Veneziani;
- la Crisobolla del 1082 dell'imperatore Alessio I Comneno sui diritti commerciali di Venezia in Oriente;
- la Crisobolla del 1126 dell'imperatore Giovanni II Comneno sui diritti commerciali veneziani.

## Uso occidentale

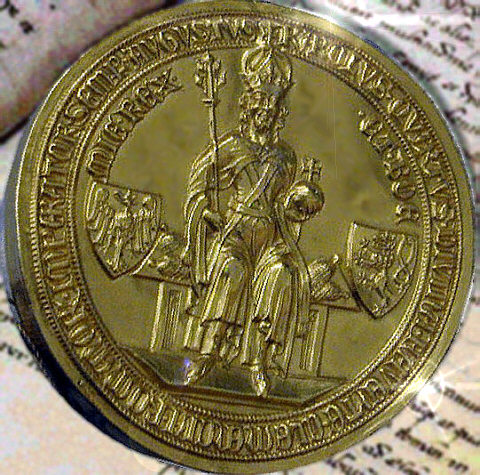
La Bolla d'Oro del 1356 emanata dall'Imperatore del Sacro Romano Impero Carlo IV.

Dalla tradizione bizantina l'uso della bolla si estese nel Medioevo in Europa occidentale con le Bolle pontificie, le Bolle imperiali e quelle emanate dagli altri sovrani occidentali. La maggior rarità con cui si ricorse all'uso dell'oro nell'emanazione delle Bolle in Occidente, fece sì che le Bolle d'Oro finissero per risultare collegate a documenti di particolare importanza.

### Elenco
Tra i più importanti documenti di questo tipo emessi in Occidente vi sono:
- la Bolla d'oro del 1186 dell'imperatore Federico Barbarossa sui diritti feudali dell'arcidiocesi di Tarantasia;
- la Bolla d'oro di Sicilia del 1212 dell'imperatore Federico II di Svevia sulla conferma della regalità di Ottocaro I di Boemia;
- la Bolla d'oro di Eger del 1213 dell'imperatore Federico II di Svevia sui diritti del Papato e della Chiesa nell'Impero;
- la Bulla Aurea del 1214 dell'imperatore Federico II di Svevia sulle cessioni territoriali al re Valdemaro II di Danimarca;
- la Bulla Aurea del 1222 del re Andrea II d'Ungheria;
- la Goldenen Freibrief del 1224 del re Andrea II d'Ungheria;
- la Bolla d'oro di Rieti del 1234
- la Bolla d'oro di Rimini del 1235 dell'imperatore Federico II di Svevia sui diritti dell'Ordine Teutonico sulla Terra di Chełmno;
- la Bulla Aurea del 1267 del re Bela IV d'Ungheria;
- la Bulla Aurea del 1348 del re Carlo I di Boemia;
- la Bolla d'oro del 1356 dell'imperatore Carlo IV di Lussemburgo e del Reichstag sulle norme di successione imperiale;
- la Bulla Aurea del 1702 dell'imperatore Leopoldo I d'Asburgo.